# Wasserkraftwerk Farchau
Das Wasserkraftwerk Farchau liegt bei Farchau am Schaalseekanal am Südende des Küchensees bei Ratzeburg.
Es ist das größte Laufwasserkraftwerk in Schleswig-Holstein. Es wird von der Hansewerk Natur GmbH betrieben. Das Kraftwerk hat heute eine Leistung von 1,6 MW. Die Fallhöhe beträgt 30 Meter.

## Geschichte

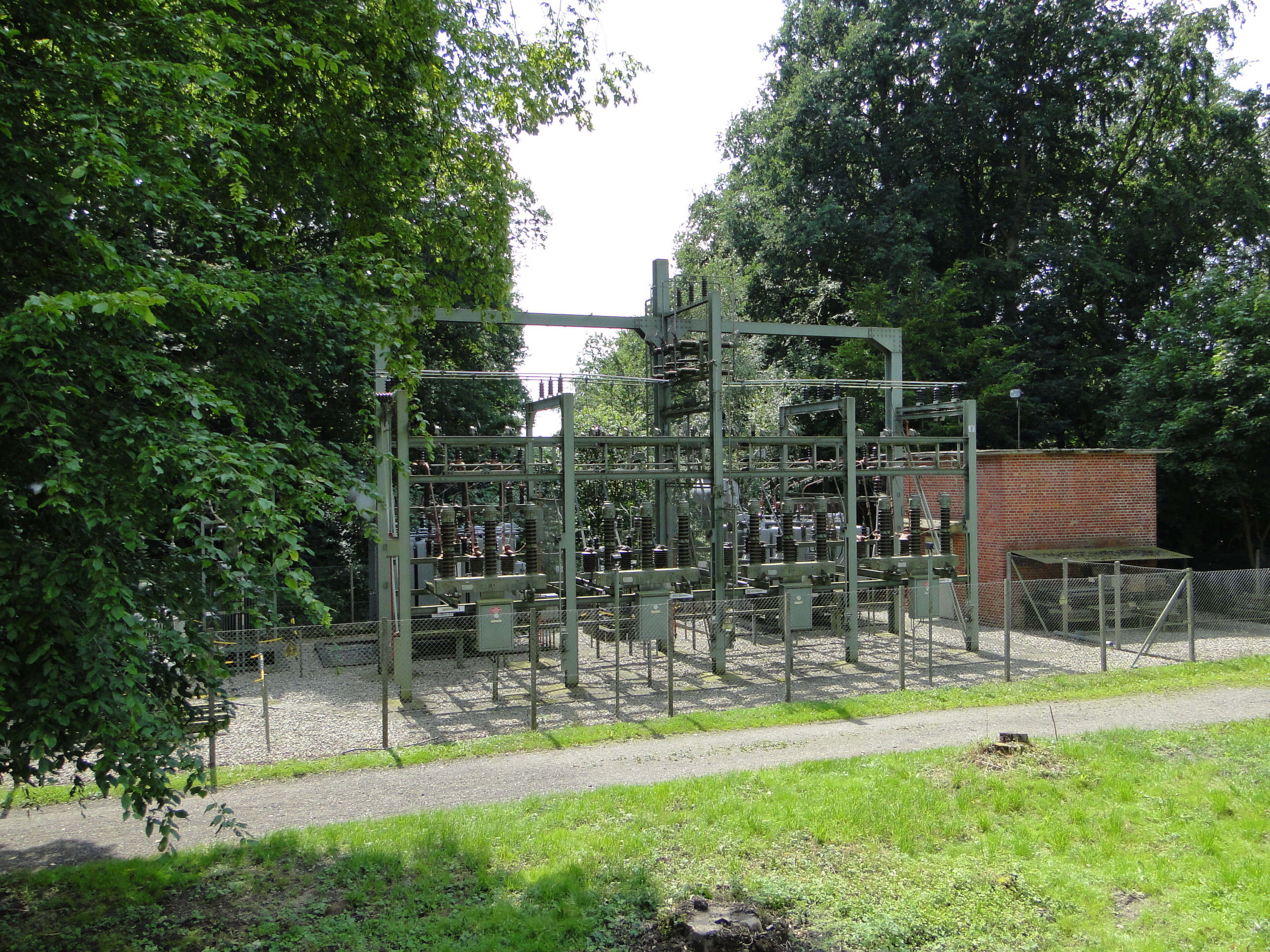
Umspannwerk am Fuße des Kanals

Am Anfang des 20. Jahrhunderts gab es auch in Schleswig-Holstein Bestrebungen, die Wasserkraft zur Erzeugung von Elektrizität zu nutzen und so die Industrialisierung voranzutreiben. Im Jahr 1909 wurde erstmals eine Planung eines Wasserkraftwerkes, das die Gewässer des Schaalseegebietes nutzen sollte, begonnen. Aufgrund der Kosten wurde dieses Projekt jedoch nicht durchgeführt. Erst mit der Niederlage des Deutschen Reiches im Ersten Weltkrieg und den damit verbundenen Gebietsabtretungen wurde die Wasserkraft gegenüber der Importkohle wieder interessant. Im Frühjahr 1923 wurde der Bau des Schaalseekanals vom Kreistag beschlossen. Im Winter des gleichen Jahres wurde mit dem Bau begonnen und 1925 das Kraftwerk fertiggestellt.

## Schaalsee und Kanal
Das Wasserkraftwerk wird aus dem Wasser des 6 km entfernten Schaalsees gespeist. Das Einzugsgebiet des Schaalsees umfasst etwa 180 km². Über den Schaalseekanal und ein 146 Meter langes Druckrohr ist das Kraftwerk mit dem See verbunden. Der Höhenunterschied auf dieser Strecke beträgt 30 Meter. Aus diesem Gefälle ergibt sich die Leistung des Kraftwerks.
Neben der Stromerzeugung dient das Wasserkraftwerk auch zur Regelung der Wasserstände des Schaalsees. So werden bestimmte Höchst- und Tiefstände (Höchststand Sommer = 34,95 m ü. NN, Höchststand Winter = 35,15 m ü. NN und ganzjähriger Tiefststand = 34,7 m ü. NN) eingehalten.

## Funktionsweise
Im Gebäude des Wasserkraftwerks sind zwei Francis-Turbinen untergebracht. Sie setzen die Bewegungsenergie des Wassers in eine Drehbewegung um. Zwei Drehstromsynchrongeneratoren wandeln diese Bewegung in elektrische Energie, mit einer Spannung von 11 Kilovolt, um. Es wird direkt in das umliegende Netz eingespeist. In Farchau können bis zu 1 Mio. Kilowattstunden Strom im Jahr erzeugt werden. Diese kann rund 200 Vier-Personen-Haushalte versorgen. Die Stromproduktion ist jedoch abhängig von den Witterungsbedingungen, da bei der Nutzung der Turbine die Wasserstände eine wichtige Rolle spielen.